# Condado de Pennington (Dakota do Sul)
O Condado de Pennington (em inglês:  Pennington County) é um dos 66 condados do estado americano da Dakota do Sul. A sede e maior cidade do condado é Rapid City. Foi fundado em 11 de janeiro de 1875.
O condado possui uma área de 7 211 km², dos quais 7 191 km² estão cobertos por terra e 20 km² por água, uma população de 100 948 habitantes, e uma densidade populacional de 14 hab/km² (segundo o censo nacional de 2010). É o segundo condado mais populoso da Dakota do Sul.